# Oleksandr Nasonov
Oleksandr Jurijovyč Nasonov (in ucraino Олександр Юрійович Насонов?; Kiev, 28 aprile 1992) è un calciatore ucraino, difensore del Lisne.

## Carriera

### Club
Ha giocato nella prima divisione ucraina ed in quella uzbeka.

### Nazionale
Ha giocato nelle nazionali giovanili ucraine Under-18, Under-19, Under-20 ed Under-21.

## Palmarès

### Club

#### Competizioni nazionali
- Supercoppa dell'Uzbekistan: 1

Paxtakor: 2022
- Campionato uzbeko: 1

Paxtakor: 2022